# امواج تراهرتز

امواج تراهرتز در انتهای طیف مادون قرمز و قبل از شروع طیف ریزموج قرار دارند.

در فیزیک، تابش تراهرتز قسمتی از امواج الکترومغناطیسی است که در محدوده فرکانس ۰٫۳ تا ۳ تراهرتز قرار دارد. اصطلاح تراهرتز به تابش الکترومغناطیسی در بازه فرکانس بین طیف فرکانسی ریزموج، ۳۰۰ گیگاهرتز (۳×۱۰۱۱ Hz) و طیف فرکانسی مادون قرمز، ۳۰۰۰ گیگاهرتز (۳×۱۰۱۲ Hz) گفته می‌شود. از دیدگاه طول موج، محدوده این امواج بین 0.1 mm (یا ۱۰۰ μm) تا 1.0 mm است. از دیدگاه عملی، تابش تراهرتز به دلیل نمایاندن ناحیه‌ای در الکترومغناطیس که فرکانس الکترومغناطیسی ان از دسترسی مستقیم دور مانده و باید توسط خصوصیات جایگزین طول موج یا انرژی اندازه‌گیری شود، بسیار مورد توجه است. به دلایلی که گفته شد، تابش تراهرتز ناحیه‌ای را به ما نشان می‌دهد که در ان امکان تولید و سوارسازی (یا مدولاسیون) سیگنال‌های الکترومغناطیسی همدوس توسط ابزارهای رایج برای تولید امواج رادیویی و ریزموج همدوس، وجود ندارد و بنابراین ابزارهای و روش‌های جدیدی نیاز است. به این ناحیه فرکانسی، شکاف تراهرتز می‌گویند.

## مقدمه
تابش تراهرتز بین دو طیف تابشی مادون قرمز و ریزموج قرار می‌گیرد و برخی ویژگی‌های خود را در هر کدام از آن‌ها نشان می‌دهد. مانند مادون تابش قرمز و ریزموج، تابش تراهرتز نیز در خط دید مستقیم حرکت می‌کند و یک تابش غیر یونیزه‌کننده است. مانند تابش ریزموج، تابش تراهرتز می‌تواند در در گسترهٔ وسیع و متفاوتی از مواد غیر فلزی نفوذ کند. این امواج می‌توانند از میان لباس، کاغذ، مقوا، چوب، ساختمان‌های سنگی، پلاستیک‌ها و سرامیک‌ها عبور کند. عمق نفوذ آن کمتر از تابش ریزموج خواهد بود. نفوذ تابش تراهرتز در مه و ابرها ناچیز است و نمی‌تواند در آب مایع و فلز نفوذ کند.

نمودار عبور اتموسفری در گستره ۱ تا ۳ تراهرتز در حضور بخار آبی با تعلیق‌پذیری 0.001 mm.

جو زمین یک جاذب قدرتمند برای تابش تراهرتز در نوار جذبی خاصی از بخار آب است، بنابراین گستره تابشی تراهرتز به قدری محدود می‌شود که دیگر نمی‌تواند در ارتباطات راه دور مفید باشد. به هر حال، در فاصله حدود ۱۰ متر این گستره نور ممکن است هنوز اجازه کاربردهای مفید فراوان دیگری در سامانه‌های تصویربرداری و ساخت پهنای باند بالای شبکه بی‌سیم را بدهد. به علاوه، تولید و شناسایی تابش همدوس تراهرتز یک چالش فناوری به حساب می‌آید، اگر چه، امروزه منابع تجاری ارزان قیمت در گستره فرکانسی 100–300 GHz موجود است، که شامل ژیروترون‌ها، نوسان سازهای پس رفته (backward wave oscillator) و دیودهای تشدیدی-تونلی (resonant-tunneling diode) هستند.